# Louis Berckmans
Louis Mathieu Eduard Berckmans (Lier, 19 oktober 1801 - Augusta, Georgia, 7 december 1883) was een Belg die gespecialiseerd was in tuinbouw. Hij is vooral bekend als ontdekker van verschillende soorten peren. 
Louis Berckmans was de zoon van Joannes Berckmans en Petronella Carolina Van Ravels. Zijn vader was een belangrijk en rijk grondbezitter. Hij trouwde in 1830 met Maria Flora Geudens (1790-1830). Na diens overlijden in 1830, trouwde hij in 1834 met Marie Elise Arnoldine Rubens.

In 1851 verhuisde de familie naar Plainfield (New Jersey), waar hij een kwekerij opende, de Fruitland Nurseries. In 1857 kocht hij een stuk land niet ver van Augusta, Georgia. Hij importeerde veel exotische bomen en planten, onder meer de 61 magnolia's die al voor de Amerikaanse Burgeroorlog langs zijn oprit werden geplant. Zijn specialiteit was het ontwikkelen van verschillende soorten peren.

Na het overlijden in 1910 van zijn zoon Prosper Julius Alphonse, verviel de kwekerij. De grond werd in 1931 verkocht aan de beroemde amateurgolfer Robert T. (Bobby) Jones, die sinds 1930 geen toernooien meer speelde, en diens vriend Clifford Roberts. Door hen werd de Augusta National Golf Club opgericht, waarvan Roberts van 1934 tot 1976 voorzitter was.